# Liste de jeux Square
Voici la liste complète des jeux vidéo développés ou édités par la société japonaise Square. Elle débute à la création de la société en septembre 1983 et s'achève à la fusion de celle-ci avec Enix (qui donnera Square Enix) en avril 2003.
| Titre                                                                      | Date           | Développeur                 | Plate-forme (originale — adaptation)                                               | Région        |
| -------------------------------------------------------------------------- | -------------- | --------------------------- | ---------------------------------------------------------------------------------- | ------------- |
| The Death Trap                                                             | octobre 1984   | Square                      | Micro-ordinateurs                                                                  | JP            |
| Will: The Death Trap II                                                    | septembre 1985 | Square                      | Micro-ordinateurs                                                                  | JP            |
| Thexder                                                                    | décembre 1985  | Game Arts                   | Famicom                                                                            | JP            |
| Cruise Chaser Blassty                                                      | avril 1986     | Square                      | Micro-ordinateurs                                                                  | JP            |
| Alpha                                                                      | juillet 1986   | Square                      | Micro-ordinateurs                                                                  | JP            |
| King's Knight                                                              | septembre 1986 | Workss                      | Famicom                                                                            | JP / AN       |
| Suishō no Dragon                                                           | décembre 1986  | Square                      | Famicom Disk System                                                                | JP            |
| Deep Dungeon: Madō Senki                                                   | décembre 1986  | HummingBirdSoft             | Famicom Disk System                                                                | JP            |
| 3-D WorldRunner                                                            | mars 1987      | Square                      | Famicom Disk System, NES                                                           | JP / AN       |
| Apple Town Story                                                           | avril 1987     | Activision, Square          | Famicom Disk System                                                                | JP            |
| Hao-kun no Fushigi na Tabi (ハオ君の不思議な旅)                            | mai 1987       | Carry Lab                   | Famicom Disk System                                                                | JP            |
| Yūshi no Monshō: Deep Dungeon                                              | mai 1987       | HummingBirdSoft             | Famicom Disk System                                                                | JP            |
| King's Knight Special                                                      | juin 1987      | Square                      | Micro-ordinateurs                                                                  | JP            |
| Jikai Shōnen Met Mag (磁界少年メット・マグ)                                | juillet 1987   | Thinking Rabbit             | Famicom Disk System                                                                | JP            |
| Cleopatra no Mahō (クレオパトラの魔宝)                                     | juillet 1987   | Square                      | Famicom Disk System                                                                | JP            |
| Rad Racer                                                                  | aout 1987      | Square                      | NES                                                                                | JP / AN / EUR |
| Sword of Kalin                                                             | octobre 1987   | XTALSOFT                    | Famicom Disk System                                                                | JP            |
| JJ                                                                         | décembre 1987  | Square                      | Famicom                                                                            | JP            |
| Final Fantasy                                                              | décembre 1987  | Square                      | NES — MSX2, WonderSwan Color, PlayStation, téléphone mobile, Game Boy Advance, PSP | JP / AN / EUR |
| Aliens                                                                     | 1987           | Square                      | MSX                                                                                | JP            |
| Genesis (ジェネシス)                                                       | janvier 1988   | Square                      | Micro-ordinateurs                                                                  | JP            |
| Deep Dungeon III: Yūshi heno Tabi                                          | mai 1988       | HummingBirdSoft             | Famicom                                                                            | JP            |
| Akū Senki Raijin (亜空戦記ライジン)                                        | juillet 1988   | Micro Cabin                 | Famicom Disk System                                                                | JP            |
| Moon Ball Magic (ムーンボールマジック)                                     | juillet 1988   | Square                      | Famicom Disk System                                                                | JP            |
| Hanjuku Hero                                                               | décembre 1988  | Square                      | Famicom                                                                            | JP            |
| Final Fantasy II                                                           | décembre 1988  | Square                      | Famicom — WonderSwan Color, PlayStation, téléphone mobile, Game Boy Advance, PSP   | JP / EUR / AN |
| Square's Tom Sawyer                                                        | novembre 1989  | Square                      | Famicom                                                                            | JP            |
| The Final Fantasy Legend                                                   | décembre 1989  | Square                      | Game Boy — WonderSwan Color, téléphone mobile                                      | JP / AN       |
| Final Fantasy III                                                          | avril 1990     | Square                      | Famicom — WonderSwan Color, Nintendo DS                                            | JP / NA / EUR |
| Final Fantasy Legend II                                                    | décembre 1990  | Square                      | Game Boy                                                                           | JP / AN       |
| Rad Racer II                                                               | 1990           | Square                      | NES                                                                                | NA            |
| Mystic Quest                                                               | juin 1991      | Square                      | Game Boy — téléphone mobile                                                        | JP / AN / EUR |
| Final Fantasy IV                                                           | juillet 1991   | Square                      | Super NES — WonderSwan Color, Playstation, Game Boy Advance                        | JP / AN / EUR |
| Final Fantasy Legend III                                                   | décembre 1991  | Square                      | Game Boy                                                                           | JP / AN       |
| Romancing SaGa                                                             | janvier 1992   | Square                      | Super Famicom                                                                      | JP            |
| Mystic Quest Legend                                                        | octobre 1992   | Square                      | Super NES                                                                          | AN / JP / EUR |
| Final Fantasy V                                                            | décembre 1992  | Square                      | Super Famicom — Game Boy Advance                                                   | JP / AN / EUR |
| Hanjuku Hero: Aa, Sekaiyo Hanjukunare...! (半熟英雄 ああ世界よ半熟なれ…！) | décembre 1992  | Square                      | Super Famicom — WonderSwan Color                                                   | JP            |
| Secret of Mana                                                             | juillet 1993   | Square                      | Super NES                                                                          | JP / AN / EUR |
| Romancing SaGa 2                                                           | décembre 1993  | Square                      | Super Famicom                                                                      | JP            |
| Alcahest                                                                   | décembre 1993  | HAL Laboratory              | Super Famicom                                                                      | JP            |
| Final Fantasy VI                                                           | avril 1994     | Square                      | Super NES — PlayStation, Game Boy Advance                                          | JP / AN / EUR |
| Live A Live                                                                | septembre 1994 | Square                      | Super Famicom                                                                      | JP            |
|                                                                            |                |                             |                                                                                    |               |
| Front Mission                                                              | février 1995   | G-Craft                     | Super Famicom — WonderSwan Color, PlayStation, Nintendo DS                         | JP            |
| Chrono Trigger                                                             | mars 1995      | Square                      | Super NES — PlayStation, Nintendo DS                                               | JP / AN / EUR |
| Seiken Densetsu 3                                                          | septembre 1995 | Square                      | Super Famicom                                                                      | JP            |
| Romancing SaGa 3                                                           | novembre 1995  | Square                      | Super Famicom                                                                      | JP            |
| Secret of Evermore                                                         | 1995           | Square                      | Super NES                                                                          | AN / EUR      |
| Bahamut Lagoon                                                             | février 1996   | Square                      | Super Famicom                                                                      | JP            |
| Front Mission: Gun Hazard                                                  | février 1996   | Omiya Soft                  | Super Famicom                                                                      | JP            |
| Super Mario RPG: Legend of the Seven Stars                                 | mars 1996      | Square                      | Super NES                                                                          | JP / AN       |
| Treasure of the Rudras                                                     | avril 1996     | Square                      | Super Famicom                                                                      | JP            |
| Treasure Hunter G                                                          | mai 1996       | Sting                       | Super Famicom                                                                      | JP            |
| Tobal n°1                                                                  | aout 1996      | Dream Factory               | PlayStation                                                                        | JP / AN / EUR |
| DynamiTracer                                                               | 1996           | Square                      | Satellaview                                                                        | JP            |
| Treasure Conflix                                                           | 1996           | Square                      | Satellaview                                                                        | JP            |
| Koi ha baransu                                                             | 1996           | Square                      | Satellaview                                                                        | JP            |
| Radical Dreamers: Nusumenai Hōseki                                         | 1996           | Square                      | Satellaview                                                                        | JP            |
| Final Fantasy VII                                                          | janvier 1997   | Square                      | PlayStation, Windows                                                               | JP / AN / EUR |
| Pro-Logic Mah-Jong Hai-Shin (プロロジック麻雀 牌神)                        | janvier 1997   | Aques                       | PlayStation                                                                        | JP            |
| Bushido Blade                                                              | mars 1997      | Light Weight                | PlayStation                                                                        | JP / AN / EUR |
| Power Stakes (パワーステークス)                                            | avril 1997     | Aques                       | PlayStation                                                                        | JP            |
| Tobal 2                                                                    | avril 1997     | Dream Factory               | PlayStation                                                                        | JP            |
| Digical League (デジカルリーグ)                                            | juin 1997      | Aques                       | PlayStation                                                                        | JP            |
| Final Fantasy Tactics                                                      | juin 1997      | Square                      | PlayStation — PSP                                                                  | JP / AN       |
| SaGa Frontier                                                              | juillet 1997   | Square                      | PlayStation                                                                        | JP / AN       |
| Front Mission 2                                                            | septembre 1997 | Square                      | PlayStation                                                                        | JP            |
| Power Stakes Grade 1 (パワーステークス グレード1)                          | novembre 1997  | Aques                       | PlayStation                                                                        | JP            |
| Einhänder                                                                  | novembre 1997  | Square                      | PlayStation                                                                        | JP / AN       |
| Front Mission: Alternative                                                 | décembre 1997  | Square                      | PlayStation                                                                        | JP            |
| Chocobo no Fushigina Dungeon                                               | décembre 1997  | Square                      | PlayStation — WonderSwan                                                           | JP            |
| Super Live Stadium (スーパーライブスタジアム)                              | janvier 1998   | Aques                       | PlayStation                                                                        | JP            |
| Xenogears                                                                  | février 1998   | Square                      | PlayStation                                                                        | JP / AN       |
| Bushido Blade 2                                                            | mars 1998      | Light Weight                | PlayStation                                                                        | JP / AN       |
| Hai-Shin 2 (牌神2)                                                         | mars 1998      | Aques                       | PlayStation                                                                        | JP            |
| Parasite Eve                                                               | mars 1998      | Square                      | PlayStation                                                                        | JP / AN       |
| Power Stakes 2                                                             | avril 1998     | Aques                       | PlayStation                                                                        | JP            |
| Soukaigi                                                                   | mai 1998       | Yuke's                      | PlayStation                                                                        | JP            |
| Brave Fencer Musashi                                                       | juillet 1998   | Square                      | PlayStation                                                                        | JP / AN       |
| Another Mind                                                               | novembre 1998  | Square                      | PlayStation                                                                        | JP            |
| Ehrgeiz: God Bless the Ring                                                | décembre 1998  | Dream Factory               | PlayStation                                                                        | JP / AN / EUR |
| Chocobo's Dungeon 2                                                        | décembre 1998  | Square                      | PlayStation                                                                        | JP / AN       |
| iS - internal section                                                      | janvier 1999   | positron                    | PlayStation                                                                        | JP            |
| Final Fantasy VIII (inclut Chocobo World)                                  | février 1999   | Square                      | PlayStation, PocketStation, Windows                                                | JP / AN / EUR |
| Chocobo Racing                                                             | mars 1999      | Square                      | PlayStation                                                                        | JP / AN / EUR |
| SaGa Frontier 2 (inclut Go Go Digger)                                      | avril 1999     | Square                      | PlayStation, PocketStation                                                         | JP / AN / EUR |
| Cyber Org                                                                  | avril 1999     | FuzzBox                     | PlayStation                                                                        | JP            |
| Racing Lagoon (レーシングラグーン)                                         | juin 1999      | Square                      | PlayStation                                                                        | JP            |
| Legend of Mana (inclut Ring Ring Land)                                     | juillet 1999   | Square                      | PlayStation, PocketStation                                                         | JP / AN       |
| Front Mission 3                                                            | septembre 1999 | Square                      | PlayStation                                                                        | JP / AN / EUR |
| Threads of Fate (ou Dewprism)                                              | octobre 1999   | Square                      | PlayStation                                                                        | JP / AN       |
| Chrono Cross                                                               | novembre 1999  | Square                      | PlayStation                                                                        | JP / AN       |
| Parasite Eve II                                                            | décembre 1999  | Square                      | PlayStation                                                                        | JP / AN / EUR |
| Chocobo Collection (inclut Dice de Chocobo)                                | décembre 1999  | Square, ParityBit, Denyusha | PlayStation                                                                        | JP            |
| Chocobo Stallion                                                           | décembre 1999  | ParityBit                   | PlayStation, PocketStation                                                         | JP            |
| Vagrant Story                                                              | février 2000   | Square                      | PlayStation                                                                        | JP / AN / EUR |
| Driving Emotion Type-S                                                     | mars 2000      | Escape                      | PlayStation 2                                                                      | JP / AN / EUR |
| All Star Pro-Wrestling                                                     | juin 2000      | Square                      | PlayStation 2                                                                      | JP            |
| Final Fantasy IX                                                           | juillet 2000   | Square                      | PlayStation                                                                        | JP / AN / EUR |
| Gekikūkan Pro Baseball: At the End of the Century 1999                     | septembre 2000 | Square                      | PlayStation 2                                                                      | JP            |
| Hataraku Chocobo                                                           | septembre 2000 | Square                      | WonderSwan                                                                         | JP            |
| The Bouncer                                                                | décembre 2000  | Dream Factory               | PlayStation 2                                                                      | JP / AN / EUR |
| Blue Wing Blitz                                                            | juillet 2001   | Square                      | WonderSwan Color                                                                   | JP            |
| Final Fantasy X                                                            | juillet 2001   | Square                      | PlayStation 2                                                                      | JP / AN / EUR |
| All Star Pro-Wrestling II                                                  | novembre 2001  | Square                      | PlayStation 2                                                                      | JP            |
| Wild Card                                                                  | 2001           | Square                      | WonderSwan Color                                                                   | JP            |
| Kingdom Hearts                                                             | mars 2002      | Square                      | PlayStation 2                                                                      | JP / AN / EUR |
| Final Fantasy XI                                                           | mai 2002       | Square                      | PlayStation 2, Windows — Xbox 360                                                  | JP / AN / EUR |
| Chocobo Land: A Game of Dice                                               | décembre 2002  | Square                      | Game Boy Advance                                                                   | JP            |
| Unlimited Saga                                                             | décembre 2002  | Square                      | PlayStation 2                                                                      | JP / AN / EUR |
| Neichibeikan Professional Baseball Final League                            | 2002           | Square                      | PlayStation 2                                                                      | JP            |
| World Fantasista                                                           | 2002           | Square                      | PlayStation 2                                                                      | JP            |
| Final Fantasy Tactics Advance                                              | février 2003   | Square                      | Game Boy Advance                                                                   | JP / AN / EUR |
| Final Fantasy X-2                                                          | mars 2003      | Square                      | PlayStation 2                                                                      | JP / AN / EUR |